# Цзяоту

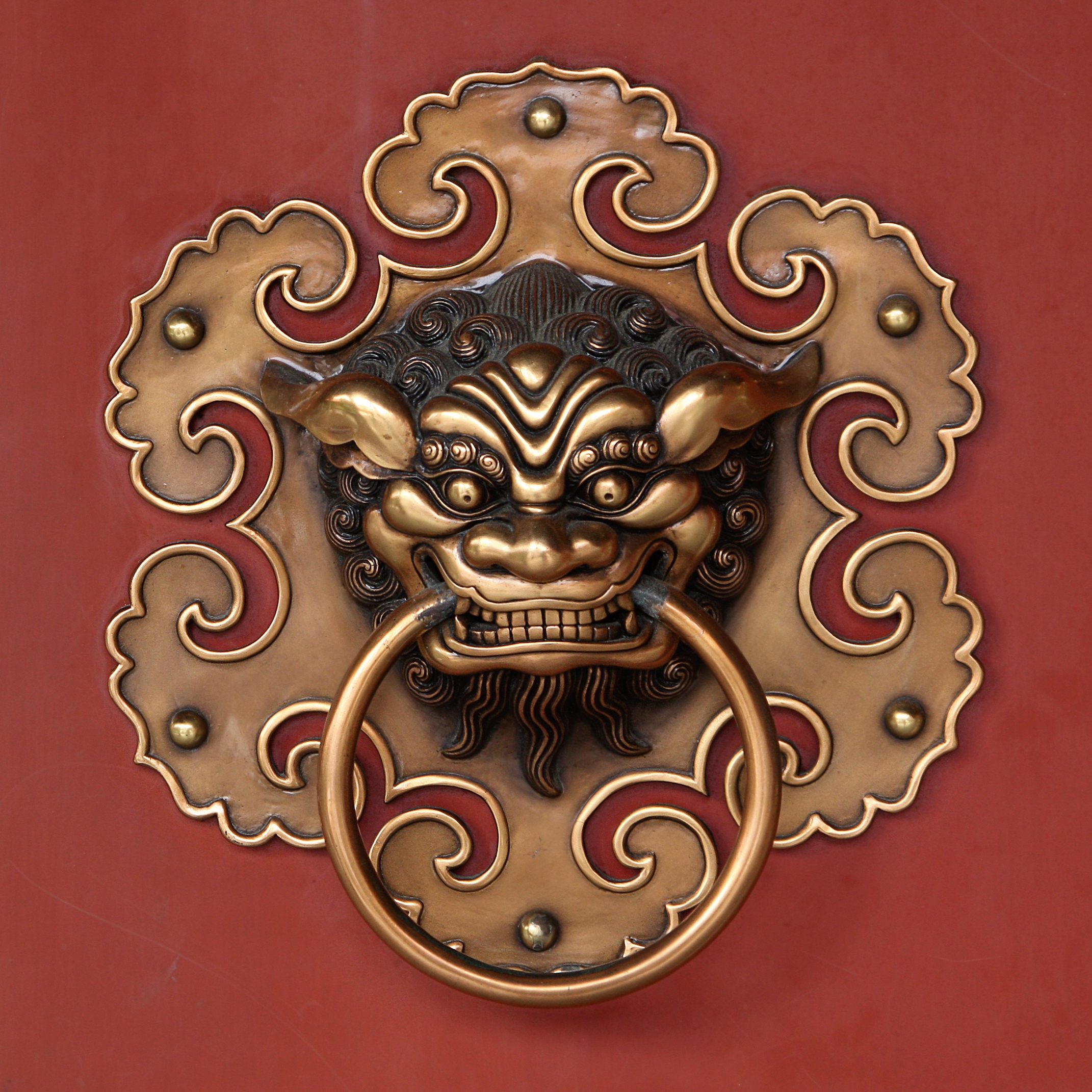
Дверная ручка буддийского храма Шуан Линь в Сингапуре, выполненная в форме китайского дракона цзяоту

Цзяоту (кит. трад. 椒圖, упр. 椒图, пиньинь jiāotú) — один из «Девяти сыновей дракона» (龙生九子) в китайской мифологии. По одной из версий младший по иерархии китайский дракон.
Считается что Цзяоту нелюдимый грубиян, и не любит, чтобы его беспокоили. Похож на морскую раковину. Его часто помещают на дверные ручки или пороги. Древние китайцы искренне верили в существование этого существа.